# Petr Musil
Petr Musil (Zlín, 23 settembre 1981) è un calciatore ceco, centrocampista del Horn.